# Gerard Herbert
Gerhard Herbert (Inghilterra, ... – Heidelberg, 19 settembre 1622) è stato un generale inglese.
Comandante delle truppe inglesi impegnate nella guerra degli ottant'anni e nella guerra dei trent'anni, prese parte tra i difensori all'assedio di Heidelberg nel 1622, durante la campagna militare condotta dagli spagnoli nel Palatinato dove venne sconfitto dalle truppe ispano-imperiali del conte di Tilly e di don Gonzalo Fernández de Córdoba. Prima della fine dell'assedio venne colpito da una palla di moschetto che lo uccise all'istante.